# Astrakhan (huyện)
Huyện Astrakhan (tiếng Kazakh: Астрахан ауданы) là một huyện thuộc tỉnh Akmola, Kazakhstan. Huyện có diện tích 7.400 km². Trung tâm của huyện đóng ở Astrakhanka.